# Amoryci

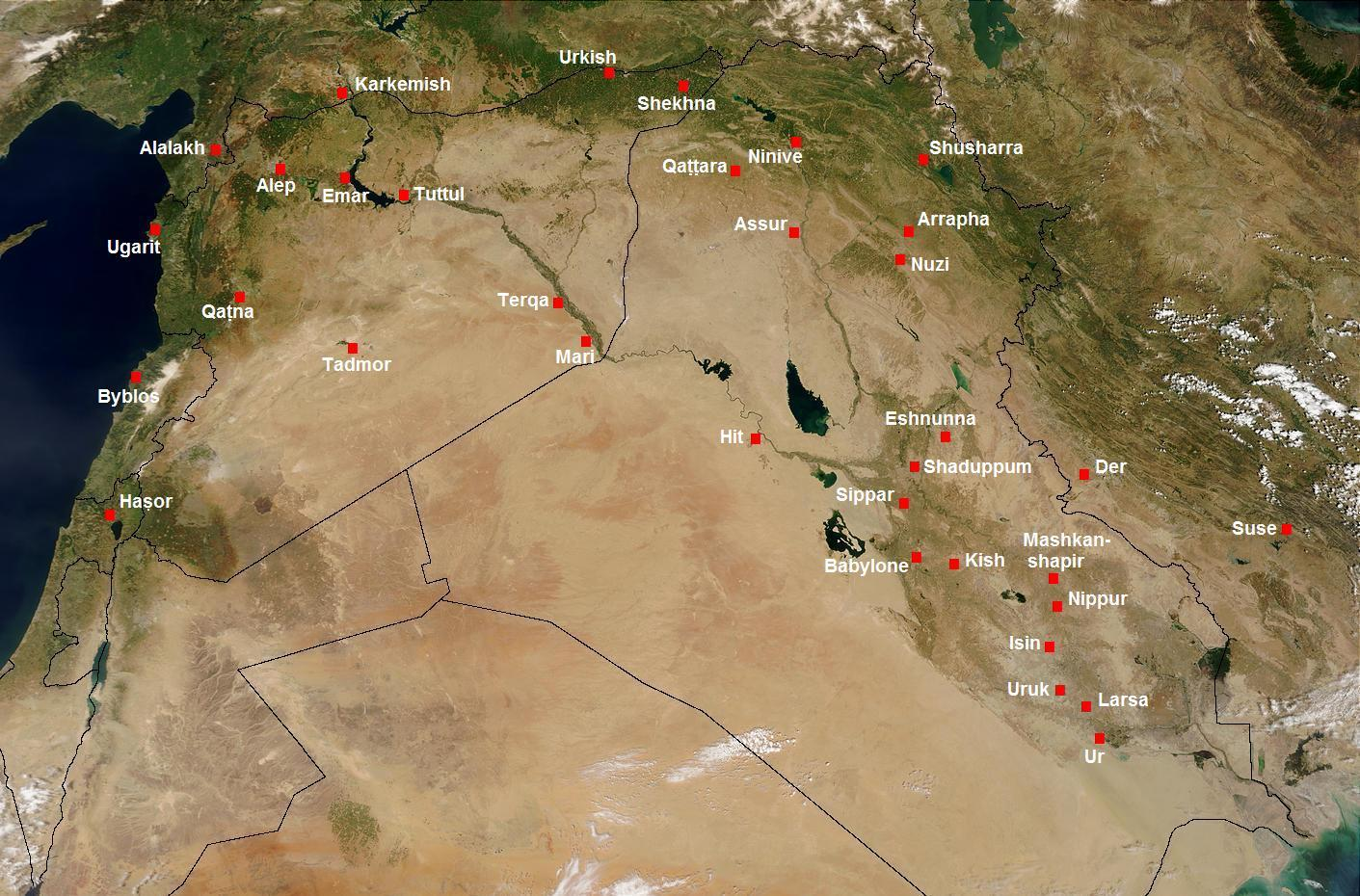
Zdjęcie satelitarne Bliskiego Wschodu z zaznaczonymi najważniejszymi stanowiskami archeologicznymi z przełomu III i II tysiąclecia p.n.e.

Amoryci (sum. MAR.TU, akad. Amurru) – lud semicki, pokrewny Kananejczykom, który na przełomie III i II tysiąclecia p.n.e. opanował większość Mezopotamii i rozległe obszary Syrii. Spowodowali oni upadek sumero-akadyjskiego państwa III dynastii z Ur, tworząc na jego gruzach szereg zwalczających się małych państw, z których ostatecznie zwycięzcą okazał się Babilon Hammurabiego. Amoryci przejęli kulturę sumero-akadyjską i stworzyli podstawy państw babilońskiego i asyryjskiego.

## Dzieje
Do Mezopotamii Amoryci trafili już w połowie III tysiąclecia p.n.e., jednakże nie odegrali wtedy jakiejś znaczącej roli, chociaż ich obecność była już pewnym zagrożeniem dla akadyjskiego władcy Sargona Wielkiego i jego następców, którzy podejmowali przeciwko nim szereg prewencyjnych wypraw.
Znaczniejszy napór Amorytów na Mezopotamię (i w ogóle na cały tzw. Żyzny Półksiężyc) rozpoczął się na przełomie III i II tysiąclecia p.n.e. W efekcie tego w takich miastach jak Mari, Isin i Larsa, Babilon, Aszur i Esznunna, zaczęły rządzić dynastie amoryckie.
Najprawdopodobniej Amoryci przyczynili się do upadku ostatniej, sumeryjskiej, dynastii – tzw. III dynastii z Ur, a także odgrywali pewną rolę w zaburzeniach w Egipcie podczas tzw. Pierwszego Okresu Przejściowego (ok. 2181–2133 p.n.e.). Na terenie Mezopotamii w wyniku ekspansji amoryckiej, w XVIII w. p.n.e., mimo iż niemal każde państwo było rządzone przez Amorytów, to jednak oni sami w istocie nie założyli swojego państwa etnicznego, narzucając jedynie swą władzę już istniejącym organizmom politycznym – nie tylko całym państwom, ale przede wszystkim miastom.
Ok. 1830 r. p.n.e. Amoryta Sumu-abum założył dynastię w Babilonie (której później najświetniejszym przedstawicielem był Hammurabi) i od tej pory zaczęło rosnąć znaczenie tegoż miasta na obszarze Mezopotamii. Niewiele później, bo ok. 1813 r. p.n.e., Amoryta Szamszi-Adad założył państwo, które często w historiografii określane jest jako pierwsze państwo asyryjskie (okres tzw. staroasyryjski) i w ten sposób po raz pierwszy w historii Asyria wkroczyłaby na drogę imperialnej wielkości. Jednakże m.in. z uwagi na to, że Szamszi-Adad był Amorytą, wielu badaczy nie uznaje jego państwa za część dziejów Asyrii, lecz określa je mianem królestwa Górnej Mezopotamii.
Niemal w tym samym czasie inny Amoryta – Jahdun-Lim, stworzył ok. 1815 r. p.n.e. dość prężne państwo z ośrodkiem w Mari, które zaczęło się znakomicie rozwijać. Po śmierci tegoż władcy Mari dostało się przejściowo pod kontrolę Szamszi-Adada, ale z kolei po jego śmierci powróciło pod rządy krewnego Jahdun-Lima – Zimri-Lima, za którego panowania osiągnęło szczyt rozwoju.
Z tego właśnie okresu (pierwsza połowa XVIII w. p.n.e.) pochodzą ruiny kompleksu pałacowego, a także bogate archiwum glinianych tabliczek zawierających m.in. obfitą korespondencję dyplomatyczną, dającą wgląd w politykę tego regionu z tamtych czasów. Mari zostało zniszczone przez Hammurabiego ok. 1757 r. p.n.e.
Równocześnie z ekspansją w kierunku Mezopotamii infiltracja Amorytów zaczęła obejmować Syrię, wybrzeża Morza Śródziemnego i Palestynę. Na tych właśnie obszarach plemiona amoryckie występowały najliczniej. Stąd też uważa się, że na terenach Palestyny w okresie przedizraelskim Amoryci odgrywali główną rolę, będąc tam dominującym czynnikiem etnicznym. O znacznej koncentracji Amorytów na obszarze Syrii świadczą m.in. teksty amarneńskie (XIV w. p.n.e.) lokalizujące „Amurru” na północ od Fenicji oraz późniejsze liczne teksty klinowe pochodzące z okresu nowoasyryjskiego (X–VII w. p.n.e.), a wskazujące na kraj „Amurru” jako położony na zachodzie. Dokumenty te wskazują na fakt istnienia na terenach północnej Syrii państwa amoryckiego, którego założycielem był Abdi-Aszirta (XV w. p.n.e.), poległy w walce z władcami fenickich miast. Jego następca – Aziru, wykorzystując tarcia między Egiptem a Hetytami, zdołał wzmocnić swą pozycję w tym regionie, będąc wasalem raz faraona, to znowu władcy hetyckiego, i kontrolując szlaki handlowe między wybrzeżem Morza Śródziemnego a Mezopotamią. Z kolei na obszarze Palestyny Amoryci zamieszkiwali szereg miast, takich jak m.in.: Lakisz, Debir, Alalach, a także Urusalim (późniejsza Jerozolima).
Upadek Amorytów, zwłaszcza na terenach Syrii i Palestyny, wiąże się z inwazją tzw. Ludów Morza, które to wydarzenie w znaczący sposób przeobraziło etniczny krajobraz Bliskiego Wschodu i Palestyny.

## Kultura
Z punktu widzenia historii kultury Amoryci, na terenie Mezopotamii, przyjęli i zaadaptowali tradycję sumero-akadyjską, rozwijając ją i nadając jej swe charakterystyczne piętno. Pomimo iż ogólnie poziom kultury prezentował się na dość wysokim poziomie, to jednak w niektórych dziedzinach (np. rzeźba) panował zastój. Niedostateczna liczba znanych nam zabytków nie pozwala na pełne ujęcie całokształtu architektury i sztuki amoryckiej.
Religia natomiast – zdecydowanie politeistyczna bez faworyzowania jakiegoś konkretnego boga – w dalszym ciągu kultywowała tradycje z poprzednich okresów, z naciskiem na kult sił przyrody. Sami Amoryci nie przynieśli ze sobą jakiegoś nowego kultu. W zależności od miejsca, w którym sprawowali władzę, przyjmowali lokalne bóstwa – tzn. w Babilonie panteon sumeryjski, a na terenie Asyrii (zwłaszcza w stolicy państwa: Aszur) panteon asyryjski z bogiem Aszurem na czele, którego ranga wzrosła w związku ze wzrostem potęgi Asyrii. Jako pewną ogólną tendencję w religii można odnotować, że skłaniała się ona w kierunku astrologii i magii.